# Phytoecia mongolorum
Phytoecia mongolorum är en skalbaggsart som beskrevs av Namhaidorzh 1979. Phytoecia mongolorum ingår i släktet Phytoecia och familjen långhorningar. Inga underarter finns listade i Catalogue of Life.